# Robert Heppener
Robert Heppener (* 9. August 1925 in Amsterdam; † 25. August 2009 in Bergen/Noord-Holland) war ein niederländischer Komponist und Musikpädagoge.

## Leben
Heppener studierte am Conservatorium van Amsterdam Klavier bei Jan Odé und Johan van den Boogert und Komposition bei Bertus van Lier. Ab 1964 unterrichtete er hier Musiktheorie und Komposition und leitete bis 1975 das Department Musiktheorie. Ab 1980 unterrichtete er Komposition am Conservatorium Maastricht. Einer seiner Schüler war Joël Bons.
Neben Orchester- und kammermusikalischen Werken, Vokal- und Chormusik komponierte Heppener auch mehrere Schauspiel- und Filmmusiken. Ausgezeichnet wurde er mit dem Fontein-Tuynhoutprijs (1968 für Canti carnascialeschi), dem Willem Pijperprijs (1974 für Four songs on poems by Ezra Pound) und dem Matthijs Vermeulenprijs (1993 für Im Gestein). Für sein Lebenswerk erhielt er 1998 den Johan Wagenaarprijs und 2000 den Visser-Neerlandiaprijs des Algemeen-Nederlands Verbond.

## Werke
- Cantico delle Creature di San Francesco d’Assisi für Stimme und Streichorchester, 1952
- Filmmusik zu Een leger van gehouwen steen von Theo van Haren Noman, 1956
- Eglogues, 1963
- Canti carnascialeschi für Chor, 1966
- Filmmusik zu Het Gangstermeisje von Frans Weisz, 1966
- Four songs on poems by Ezra Pound, 1970
- Del iubilo del core für Chor, 1974
- Nachklänge für Chor, 1977
- Filmmusik zu Pastorale 1943 von Wim Verstappen, 1977
- Memento für Sopran und Ensemble, 1984
- Boog, 1988
- Im Gestein, 1992
- Een ziel van hout, Oper, 1995